# 土山勇樹
土山 勇樹（つちやま ゆうき、1996年4月4日 - ）は、日本の元ラグビー選手。

## プロフィール
- 福岡県福岡市出身。
- 現役時代のポジションはプロップ(PR)。
- 身長 180cm、体重 108kg
- ニックネームはつっちー。
- U17日本代表[1]・U20日本代表[2]に選ばれたことがある。
- ジュニア・ジャパンに選ばれたことがある[3]。

## 略歴
小学校からラグビーを始めた。
2015年、東福岡高校。卒業後、法政大学に入る。なお東福岡高校時代、高校日本代表に選ばれたことがある。
2019年、法政大学卒業後、ヤマハ発動機ジュビロ(現・静岡ブルーレヴズ)に加入。
2022年、現役を引退した。